# Мерчисон (река)
Ме́рчисон (англ. Murchison River) — река в западной части австралийского штата Западная Австралия.

## География
Исток реки Мерчисон находится на южном склоне гор Робинсон, недалеко от населённого пункта Пик-Хилл, в центральной части австралийского штата Западная Австралия. В верховьях река протекает в западном направлении на протяжении около 130 км до места впадения в неё реки Ялгар (англ. Yalgar River). Затем Мерчисон продолжает своё течение в западном направлении на протяжении других 100 км, после чего меняет течение на юго-западное направление: примерно через 120 км в реку впадает река Родерик, а через следующие 70 км — река Санфорд. На протяжении дальнейших 100 км Мерчисон делает несколько крутых поворотов и, в конце концов, течёт в западном направлении. Впоследствии река ещё несколько раз меняет направление своего течения. На последнем промежутке Мерчисон течёт в юго-западном направлении, после чего впадает в Индийский океан недалеко от города Калбарри, единственного населённого пункта, расположенного на берегу реки. Климат территории, по которой протекает река, достаточно засушливый: дожди случаются только во время сезона циклонов. В период засухи Мерчисон во многих местах пересыхает.
Последние 18 км в нижнем течении Мерчисон вплоть до места впадения в открытый океан представляют собой эстуарий с большим количеством наносных песчаных островов и небольших водоёмов, глубина которых составляет менее 1 м. Эстуарий подвержен постоянному воздействию приливов и отливов, во время которых в реку попадает солёная морская вода.
Длина реки Мерчисон составляет 780 км, а площадь бассейна — около 91 251 км².

## История
Река была исследована в 1839 году путешественником Джорджем Греем, который назвал её в честь шотландского геолога Родерика Импи Мурчисона. В 1920—1930-е годы эстуарий реки был популярным местом отдыха для местных шахтёрских семей, а в годы Второй мировой войны здесь был построен военный туристический лагерь. В 1963 году в низовьях реки был образован Национальный парк Калбарри.
В конце 1970-х годов в долине реки Мерчисон нашли каменные орудия, предположительный возраст которых составляет 100 тыс. лет. Данная находка не укладывается в теорию заселения Австралии, в соответствии с которой люди расселились по континенту от 40 до 60 тысяч лет назад.